# Công Đảng (Na Uy)

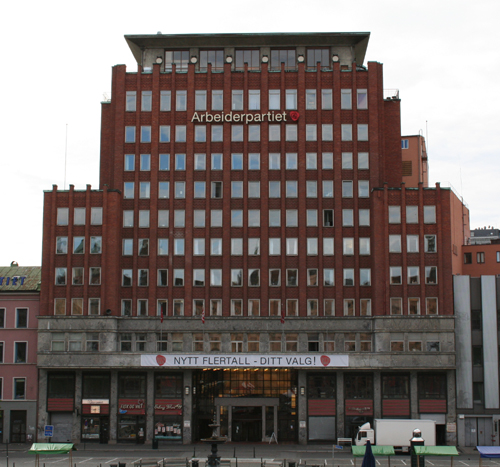
Trụ sở đảng

Công Đảng (tiếng Na Uy: Arbeiderpartiet, A Ap /) là một chính đảng dân chủ xã hội ở Na Uy. Đây là thành phần chính trong chính phủ Na Uy hiện tại trong chính phủ liên hiệp Đỏ-Xanh, và lãnh đạo của đảng này, Jens Stoltenberg, là Thủ tướng Chính phủ hiện nay của Na Uy.
Công Đảng Na Uy chính thức cam kết lý tưởng dân chủ xã hội. Khẩu hiệu của nó kể từ những năm 1930 là "làm việc cho tất cả mọi người", và đảng này tìm kiếm một nhà nước phúc lợi xã hội mạnh mẽ, tài trợ thông qua thuế phí. Trong 20 năm qua, đảng này bổ sung nguyên tắc của một nền kinh tế thị trường xã hội trong chính sách của mình, cho phép tư nhân hóa tài sản và dịch vụ tổ chức chính phủ và giảm lũy tiến thuế thu nhập, sau làn sóng tự do hóa kinh tế trong những năm 1980. Đảng này xác định mình như là một đảng tiến bộ đăng ký hợp tác trên một quốc gia cũng như cấp độ quốc tế. Bộ phận thanh niên của đảng này là Đoàn Thanh niên Lao động.
Kể từ khi thành lập vào cuối thế kỷ XIX, đảng liên tục tăng hỗ trợ cho đến khi nó trở thành đảng lớn nhất ở Na Uy vào năm 1927 -một vị trí đã này đã được từ đó. Năm đó cũng chứng kiến sự củng cố các cuộc xung đột xung quanh đảng trong thập niên 1920 sau khi đảng trở thành thành viên của Quốc tế cộng sản 1919-1923. Từ năm 1945 đến 1961, đảng đã chiếm một đa số tuyệt đối trong Quốc hội Na Uy, một khoảng thời gian có biệt danh là "nhà nước một đảng". Từ năm 1935, đã có mười sáu năm trong đó đảng đã không nẵm giữ chức Thủ tướng Chính phủ. Sự thống trị của Công Đảng, trong những năm 1960 và đầu những năm 1970, ban đầu bị phá vỡ bởi sự cạnh tranh từ phe cánh tả, chủ yếu là đảng Nhân dân xã hội. Từ cuối những năm 1970, tuy nhiên, đảng bắt đầu để mất cử tri về cánh hữu, dẫn đến một chuyển sang cánh hữu trong Gro Harlem Brundtland trong những năm 1980. Năm 2001, đảng này đã đạt kết quả bầu cử tồi tệ nhất của năm 1924, buộc phải cam kết một thỏa thuận hợp tác với các đảng khác để thành lập một chính phủ đa số.